# Мітряли
Мітря́ли (рос. Митрялы, ерз. Митрялы) — село у складі Темниковського району Мордовії, Росія. Входить до складу Андрієвського сільського поселення.
Населення — 272 особи (2010; 320 у 2002).
Національний склад (станом на 2002 рік):
- татари — 79 %